# JDC Miller Motorsports
JDC Miller Motorsports est une écurie de sport automobile américaine fondée en 1994. L'écurie participe au WeatherTech SportsCar Championship dans la catégorie prototype.

## Histoire
John Church fonde en 1994 le JDC MotorSports, l'équipe a débuté en monoplace en Formule Ford 2000 Zetec, au fil des années elle remporte plusieurs victoires dans les championnats monoplace de promotion. Elle glane trois fois le titre Star Mazda Championship avec notamment le pilote français Tristan Vautier en 2011, la même année elle s'engage en IMSA Lites. En 2014, l'écurie participe au nouveau championnat d'endurance le United SportsCar Championship dans la catégorie Prototype Challenge avec une Oreca FLM09. Depuis elle a obtenu deux victoires de sa catégorie dont les 24 Heures de Daytona 2016.
En 2017, l'écurie acquiert une Oreca 07 et l'engage dans le WeatherTech SportsCar Championship,. En outre, pour la saison 2018, elle envisage une participation aux 24 Heures du Mans,,.

## Résultats en compétition automobile

### Résultats enWeatherTech SportsCar Championship
| Année | Classe    | Châssis          | Moteur                      | no | 1      | 2      | 3      | 4      | 5      | 6      | 7     | 8      | 9      | 10     | 11    | Pos. | Pts. |
| ----- | --------- | ---------------- | --------------------------- | -- | ------ | ------ | ------ | ------ | ------ | ------ | ----- | ------ | ------ | ------ | ----- | ---- | ---- |
| 2014  | PC        | Oreca FLM09      | Chevrolet LS3 6,5 L V8 Atmo | 85 | DAY    | SEB 4  | LAG 6  | KAN 10 | WGL 6  | IMS 7  | ROA 3 | VIR 7  | AUS 7  | ATL 6  |       | 6e   | 235  |
| 2015  | PC        | Oreca FLM09      | Chevrolet LS3 6,5 L V8 Atmo | 85 | DAY 3  | SEB 4  | LAG 4  | DET 2  | WGL 5  | MOS 3  | LIM 6 | ROA 7  | AUS 5  | ATL 5  |       | 5e   | 285  |
| 2016  | PC        | Oreca FLM09      | Chevrolet LS3 6,5 L V8 Atmo | 85 | DAY 1  | SEB 4  | LBH 1  | LGA 5  | DET 7  | WGL 4  | MOS 5 | LIM 6  | ROA 7  | AUS 6  | ATL 3 | 4e   | 317  |
| 2017  | Prototype | Oreca 07         | Gibson GK428 4,2 L V8 Atmo  | 85 | DAY 5  | SEB 4  | LBH 4  | AUS 4  | BEL 6  | WGL 2  | MOS 2 | ELK 8  | LGA 4  | ATL 6  |       | 4e   | 277  |
| 2018  | Prototype | Oreca 07         | Gibson GK428 4,2 L V8 Atmo  | 85 | DAY 6  | SEB 9  | LBH 13 | MOH 12 | BEL 10 | WGL 8  | MOS 8 | ELK 12 | LGA 7  | ATL 9  |       | 11e  | 216  |
| 2018  | Prototype | Oreca 07         | Gibson GK428 4,2 L V8 Atmo  | 99 | DAY 7  | SEB 7  | LBH 8  | MOH 7  | BEL 11 | WGL 1  | MOS 7 | ELK 2  | LGA 6  | ATL 10 |       | 4e   | 252  |
| 2019  | DPi       | Cadillac DPi-V.R | Cadillac 5,5 l V8 Atmo      | 84 | DAY 10 | SEB 8  | LBH 5  | MOH 7  | BEL 4  | WGL 9  | MOS 8 | ELK 9  | LGA 9  | ATL 5  |       | 8e   | 237  |
| 2019  | DPi       | Cadillac DPi-V.R | Cadillac 5,5 l V8 Atmo      | 85 | DAY 5  | SEB 7  | LBH 9  | MOH 10 | BEL 5  | WGL 10 | MOS 9 | ELK 8  | LGA 8  | ATL 9  |       | 11e  | 230  |
| 2020  | DPi       | Cadillac DPi-V.R | Cadillac 5,5 l V8 Atmo      | 5  | DAY 3  | DAY 3  | SEB 3  | ELK 4  | ATL 4  | MOH 6  | ATL 4 | LGA 7  | SEB 5  |        |       | 5e   | 249  |
| 2020  | DPi       | Cadillac DPi-V.R | Cadillac 5,5 l V8 Atmo      | 85 | DAY 5  | DAY 7  | SEB 8  | ELK 7  | ATL 8  | MOH 8  | ATL 8 | LGA 8  | SEB 4  |        |       | 8e   | 217  |
| 2021  | DPi       | Cadillac DPi-V.R | Cadillac 5,5 l V8 Atmo      | 5  | DAY 7  | SEB 1  | MOH 4  | BEL 5  | WGL 7  | WGL 4  | ELK 6 | LGA 6  | LBH 3  | ATL 7  |       | 6e   | 2933 |
| 2022  | DPi       | Cadillac DPi-V.R | Cadillac 5,5 l V8 Atmo      | 5  | DAY 3  | SEB 2  | LBH 3  | LGA 4  | MOH 6  | BEL 5  | WGL 7 | MOS 5  | ELK 5  | ATL 7  |       | 6e   | 2979 |
| 2023  | GTP       | Porsche 963      | Porsche 9RD 4,6 L V8 Turbo  | 5  | DAY    | SEB    | LBH    | LGA 7  | WGL 4  | MOS 4  | ELK 5 | IMS 8  | ATL 5  |        |       | 9e   | 1660 |
| 2024  | GTP       | Porsche 963      | Porsche 9RD 4,6 L V8 Turbo  | 5  | DAY 6  | SEB 11 | LBH 7  | LGA 8  | DET 8  | WGL 9  | ELK 6 | IMS 3  | ATL 11 |        |       | 10e  | 2331 |

## Pilotes
- Robert Alon (en) (2018)
- Gabriel Aubry (2020)
- João Barbosa (2020)
- Rubens Barrichello (2019)
- Mathias Beche (2017)
- Sébastien Bourdais (2020-2021)
- Jenson Button (2023)
- Austin Cindric (2018)
- Devlin DeFrancesco (2018)
- Tomy Drissi (2014)
- Loïc Duval (2020-2022)
- Mikhail Goikhberg (2014-2019)
- Phil Hanson (2024)
- Tijmen van der Helm (2023-2024)
- Ben Keating (2022, 2024)
- Kenton Koch (en) (2016)
- Gerry Kraut (2015)
- Matheus Leist (en) (2020)
- Gustavo Menezes (2018)
- Matt McMurry (2015)
- Chris Miller (2014-2020)
- Rusty Mitchell (en) (2015)
- Nelson Panciatici (2018)
- Juan Piedrahita (en) (2019-2020)
- Mike Rockenfeller (2023)
- Scott Andrews (de) (2020)
- Stephen Simpson (2014-2020)
- Simon Trummer (2018-2019)
- Tristan Vautier (2015, 2019-2022)
- Zach Veach (en) (2015)
- Richard Westbrook (2022, 2024)